# Câu lạc bộ bóng đá Al Wahda

Sân vận động Al Nahyan

Câu lạc bộ bóng đá Al Wahda (tiếng Anh: Al Wahda FC, tiếng Ả Rập: نادي الوحدة لكرة القدم) là một câu lạc bộ bóng đá có trụ sở tại Abu Dhabi ở Các Tiểu vương quốc Ả Rập Thống nhất. Hiện câu lạc bộ đang thi đấu ở giải bóng đá vô địch quốc gia UAE. Câu lạc bộ Al Wahda được thành lập năm 1974 và sân nhà của họ là sân vận động Al Nahyan. Màu sắc của câu lạc bộ là nâu sẫm, xám và trắng.
Al Wahda từng vô địch giải bóng đá vô địch quốc gia UAE với lần gần đây nhất là vào mùa giải UAE Pro League 2009–10.

## Bộ sưu tập

1984–2018

## Danh hiệu
Giải bóng đá chuyên nghiệp Các tiểu vương quốc Ả Rập Thống nhất: 4
- Vô địch: 1998–99, 2000–01, 2004–05, 2009–10

UAE Division One: 2
- Vô địch: 1976–77, 1984–85

Cúp Chủ tịch: 2
- Vô địch: 1999–2000, 2016–17

Siêu cúp: 2
- Vô địch: 2002, 2011, 2017, 2018

Cúp Liên đoàn: 3
- Vô địch: 1986, 1995, 2001

Cúp bóng đá vô địch quốc gia UAE: 2
- Vô địch: 2015–16, 2017–18

## Thành tích trong giải đấu AFC
- AFC Champions League: 11 lần tham dự

2004: Tứ kết
2006: Vòng bảng
2007: Bán kết
2008: Vòng bảng
2010: Vòng bảng
2011: Vòng bảng
2015: Play-off
2017: Vòng bảng
2018: Vòng bảng
2019: Vòng 16 đội
2020: TBD
- Giải vô địch bóng đá câu lạc bộ châu Á: 2 lần tham dự

2000: Vòng 1
2002: Vòng bảng (8 cuối cùng)
- Cúp C2 châu Á: 1 lần tham dự

1998/99: Vòng 1
2000/01: Vòng 1

## Sân vận động Al Nahyan
Sân vận động Al Nahyan là sân nhà của Al Wahda, và mặc dù sân vận động Al Nahyan có lẽ kém ấn tượng về cơ sở hạ tầng (15.000 chỗ ngồi), sân vẫn tự hào có bầu không khí cuồng nhiệt vào những ngày trận đấu và có thêm lợi thế là chỉ cách Trung tâm thành phố 3 kilômét.

## Huấn luyện viên quá khứ
- Helmy Toulan (1979–84)
- Heshmat Mohajerani (1984–86)
- Slobodan Halilović (1991–92)
- Mahmoud El-Gohary (1995–96)
- Jo Bonfrere (1998–99)
- Ruud Krol (1999)
- Dimitri Davidovic (1999–00)
- Rinus Israël (2000–01)
- Jo Bonfrere (2001–02)
- Cemşir Muratoğlu (2002–03)
- Rolf Fringer (14 tháng 3 năm 2003 – 30 tháng 6 năm 2003)
- Rolland Courbis (1 tháng 7 năm 2003 – 30 tháng 11 năm 2003)
- Rinus Israël (1 tháng 12 năm 2003 – 30 tháng 6 năm 2004)
- Ahmad Abdel-Halim (2004–0?)
- Reiner Hollmann (1 tháng 7 năm 2005 – 3 tháng 4 năm 2006)
- Richard Tardy (200?–4 tháng 8 năm 2006)
- Horst Köppel (5 tháng 8 năm 2006 – 11 tháng 10 năm 2006)
- Ivo Wortmann (2007–08)
- Jo Bonfrere (13 tháng 12 năm 2007 – 17 tháng 12 năm 2008)
- Josef Hickersberger (10 tháng 12 năm 2008 – 1 tháng 6 năm 2010)
- László Bölöni (29 tháng 5 năm 2010 – 2 tháng 9 năm 2010)
- Tite (31 tháng 8 năm 2010 – 19 tháng 10 năm 2010)
- Josef Hickersberger (22 tháng 10 năm 2010 – 30 tháng 6 năm 2012)
- Branko Ivanković (20 tháng 5 năm 2012 – 28 tháng 4 năm 2013)
- Josef Hickersberger (28 tháng 4 năm 2013 – 15 tháng 7 năm 2013)
- Karel Jarolím (15 tháng 7 năm 2013 – 9 tháng 11 năm 2013)
- José Peseiro (11 tháng 11 năm 2013 – 11 tháng 1 năm 2015)
- Sami Al-Jaber (11 tháng 1 năm 2015 – 19 tháng 5 năm 2015)
- Javier Aguirre (18 tháng 6 năm 2015 – 20 tháng 5 năm 2017)
- Laurențiu Reghecampf (3 tháng 7 năm 2017 – 25 tháng 11 năm 2018)
- Henk Ten Cate (7 tháng 12 năm 2018 – 26 tháng 5 năm 2019)
- Maurice Steijn (9 tháng 6 năm 2019 – 17 tháng 10 năm 2019)
- Manuel Jiménez (17 tháng 10 năm 2019 -